# Weenermoorer Kirche

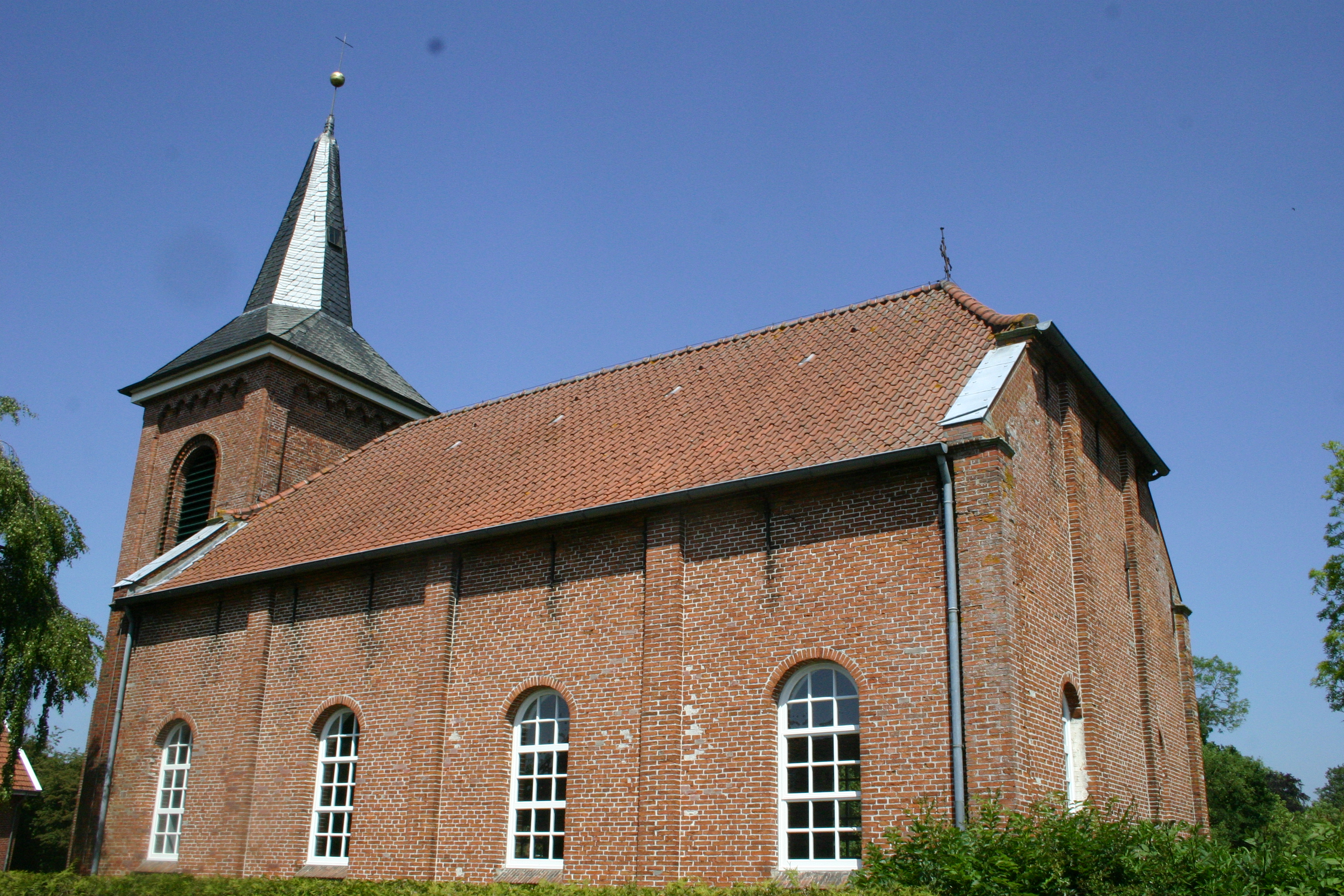
Weenermoorer Kirche von Süden

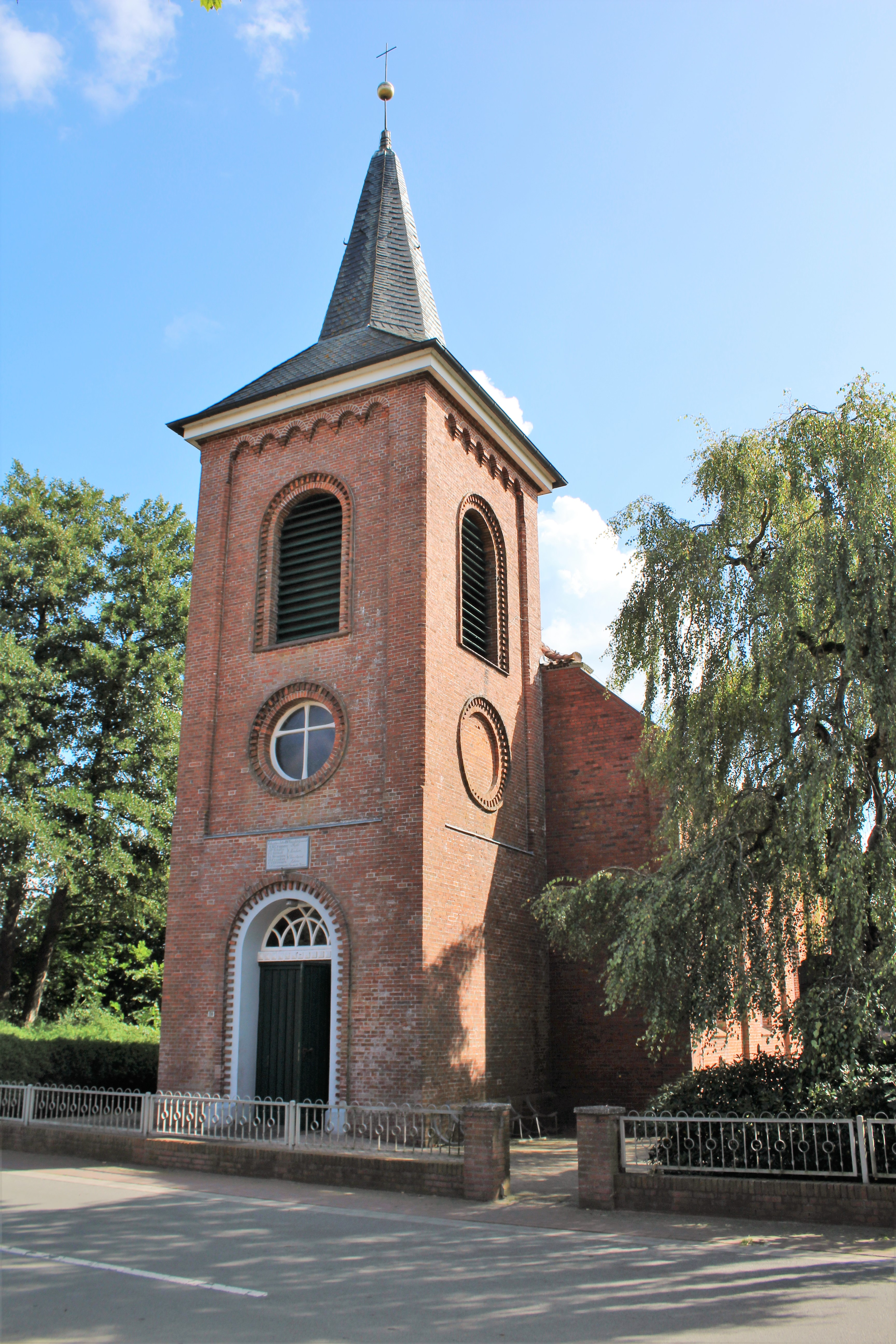
Neuromanischer Westturm von 1867

Die Weenermoorer Kirche steht in Weenermoor, einem Ortsteil der Stadt Weener in Ostfriesland, und gehört zur evangelisch-reformierten Kirche. Die klassizistische Saalkirche wurde im Jahr 1824 errichtet, der neuromanische Westturm 1867 angebaut.

## Geschichte
In vorreformatorischer Zeit unterstand der Ort der Propstei Hatzum im Bistum Münster. Im Zuge der Reformation schloss sich die Gemeinde im 16. Jahrhundert dem reformierten Glauben an. Infolge der fortschreitenden Moorkultivierung wanderte Weenermoor immer weiter westlich und nahm die Kirche jeweils mit. Der erste Kirchenbau wird am Geiseweg vermutet, ist archäologisch aber nicht gesichert. Das Pfarrregister von Münster nennt die Kirche im Jahr 1496. Auf die Existenz der Kirche weist eine Glocke hin, die aus dem Jahr 1411 datiert. Das zweite Gotteshaus wurde 1660 erbaut, wovon heute noch der Friedhof am Middelweg zeugt.
Nachdem den Einwohnern der Weg zur Kirche zu lang geworden und der Bau so stark verfallen war, dass die Westseite im Jahr 1815 eingestürzt war, errichteten sie im Jahr 1824 eine neue Kirche nach Plänen des Bauinspektors Reinhold. Finanziert wurde dieses dritte Gebäude durch die Vermietung der Sitzplätze. Auf das Recht eines vererbten Sitzplatzes wurde erst 1954 verzichtet. Der Westturm wurde erst 1867 ergänzt.
Seit 1927 teilten sich die Kirchengemeinden Weenermoor und St. Georgiwold eine Pfarrstelle. Im Jahr 2016 wurde die Kirchengemeinde mit Möhlenwarf und St. Georgiwold pfarramtlich verbunden.

## Architektur
Die in etwa geostete Saalkirche aus roten Backsteinen mit Westturm und geradem Ostabschluss ist im Stil des Klassizismus errichtet. Je vier Rundbogenfenster an den Langseiten und zwei in der Ostwand werden durch Lisenen gegliedert. Das Schiff wird von einem Satteldach mit Krüppelwalmabschluss bedeckt.
Der westliche Glockenturm, der auch als Eingang dient, ist im Stil der Neuromanik auf quadratischem Grundriss errichtet. Die fensterlose Turmhalle wird durch ein Rundbogenportal erschlossen. Darüber trägt eine querrechteckige Tafel eine Bauinschrift: „Erbauet im Jahre 1867 durch die Gemeinde / AW Driemeier Pastor / GP Schulte / PI Süthoff / IL Meinders / HI Franken Kirchen-Vorstand / WW Dreesen Lehrer / IH Vespermann Baumeister in Weener“. Der obere Teil des Turmschaftes hat Ecklisenen und unterhalb der Traufe einen Rundbogenfries. In mittlerer Höhe ist im Westen ein Rundfenster angebracht, das im Süden und Norden mit zwei Rundblenden korrespondiert. Darüber sind an den drei freistehenden Seiten die rundbogigen Schalllöcher für das Geläut eingelassen. Der verschieferte Spitzhelm wird von einem Turmknauf mit einem schlichten Kreuz bekrönt.

## Ausstattung

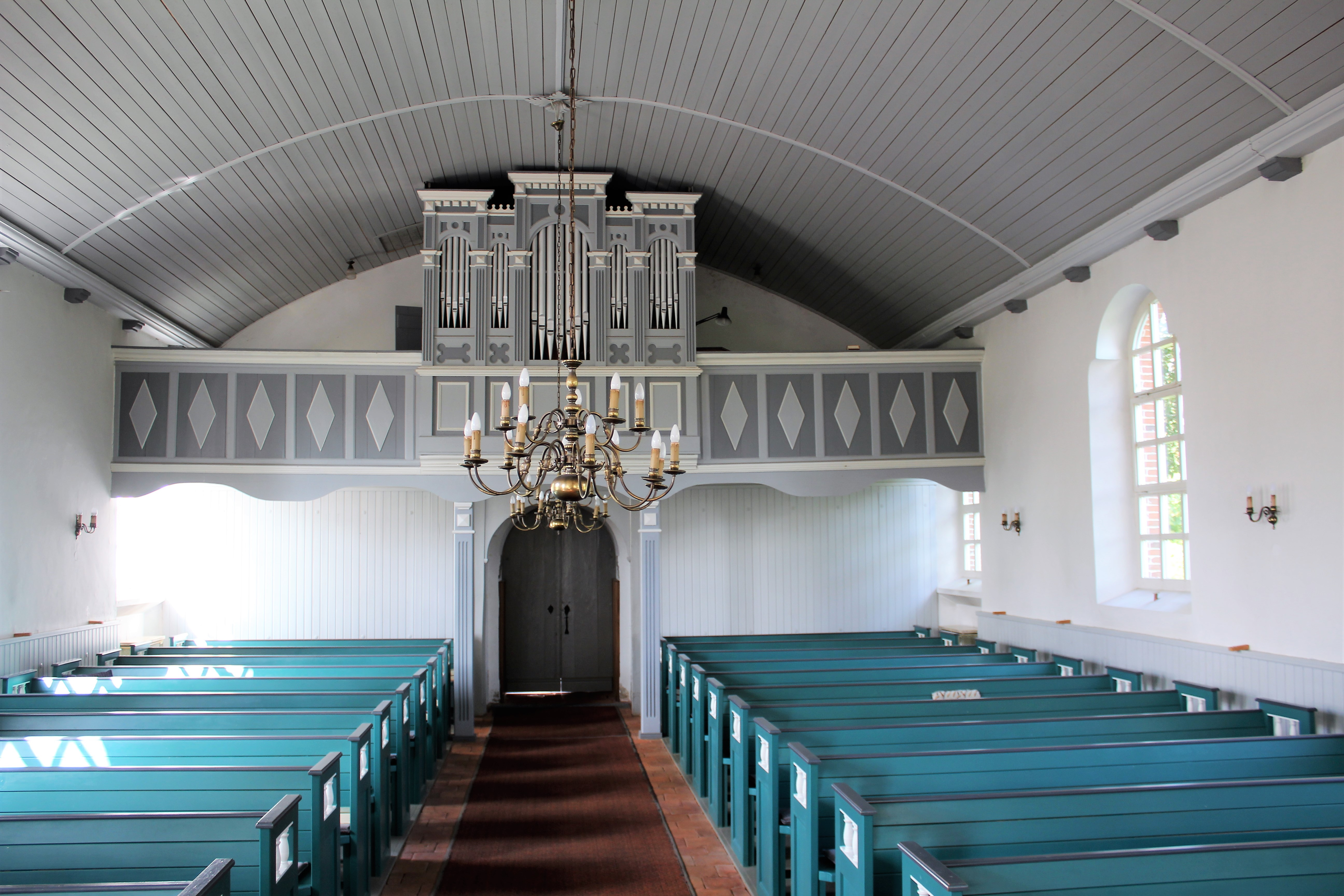
Blick Richtung Orgelempore

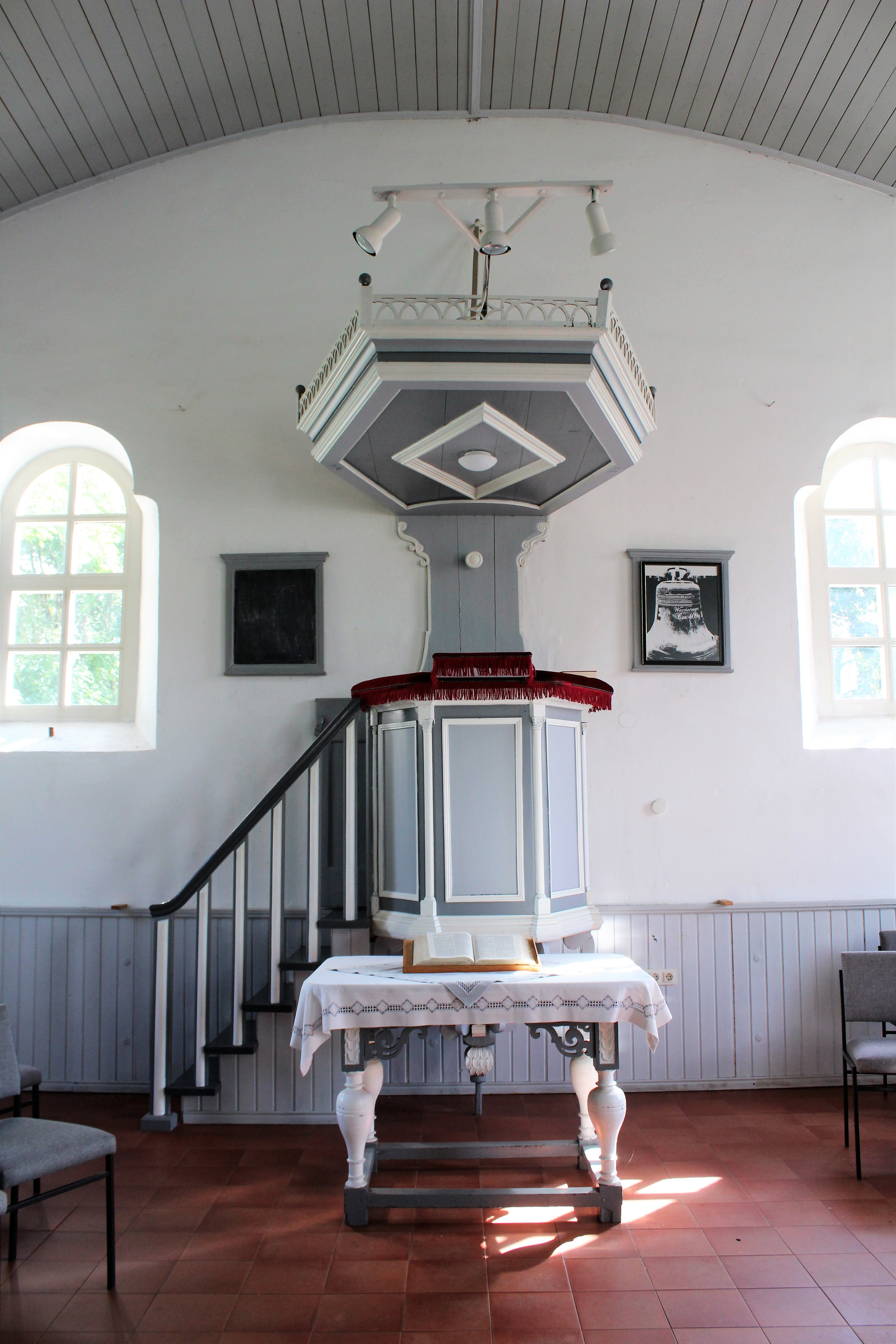
Kanzel

Das Innere wird durch ein hölzernes segmentiertes Tonnengewölbe abgeschlossen, das auf kleinen Konsolen ruht. Die Westempore, die von zwei viereckigen Pfosten gestützt wird, dient als Aufstellungsort für die Orgel. Die Brüstungsfelder seitlich der Orgel werden durch Rauten verziert. Die schlichte, hölzerne, polygonale Kanzel ist mittig an der Ostseite aufgestellt. Die Kanzelfelder haben kassettierte Füllungen, die durch schlanke Ecksäulen mit korinthischen Kapitellen gegliedert werden. Der sechseckige Schalldeckel hat einen Aufsatz aus durchbrochenen Kreuzbogen. Vor der Kanzel steht entsprechend reformierter Tradition ein Abendmahlstisch mit Balusterbeinen. Das schlichte Kirchengestühl lässt einen Mittelgang frei. Das kräftige Petrol kontrastiert mit der übrigen Kirchenausstattung in verschiedenen Grautönen. Die hochrechteckigen Wangen des Gestühls umschließen oben ein kleines Traljengitter.
Zu den Vasa Sacra gehören ein Kelch aus dem 17. Jahrhundert, eine Kanne und Taufschale aus dem 19. Jahrhundert sowie zwei Brotteller aus dem 20. Jahrhundert.
In der Turmhalle hängt an der Nordwand eine hölzerne Gedenktafel. Sie ist mit Rocaillen verziert und trägt zwischen zwei Lorbeerranken die Namen der drei Gefallenen des Deutsch-Französischen Krieges 1870/1871 und der elf überlebenden Rückkehrer.

## Orgel

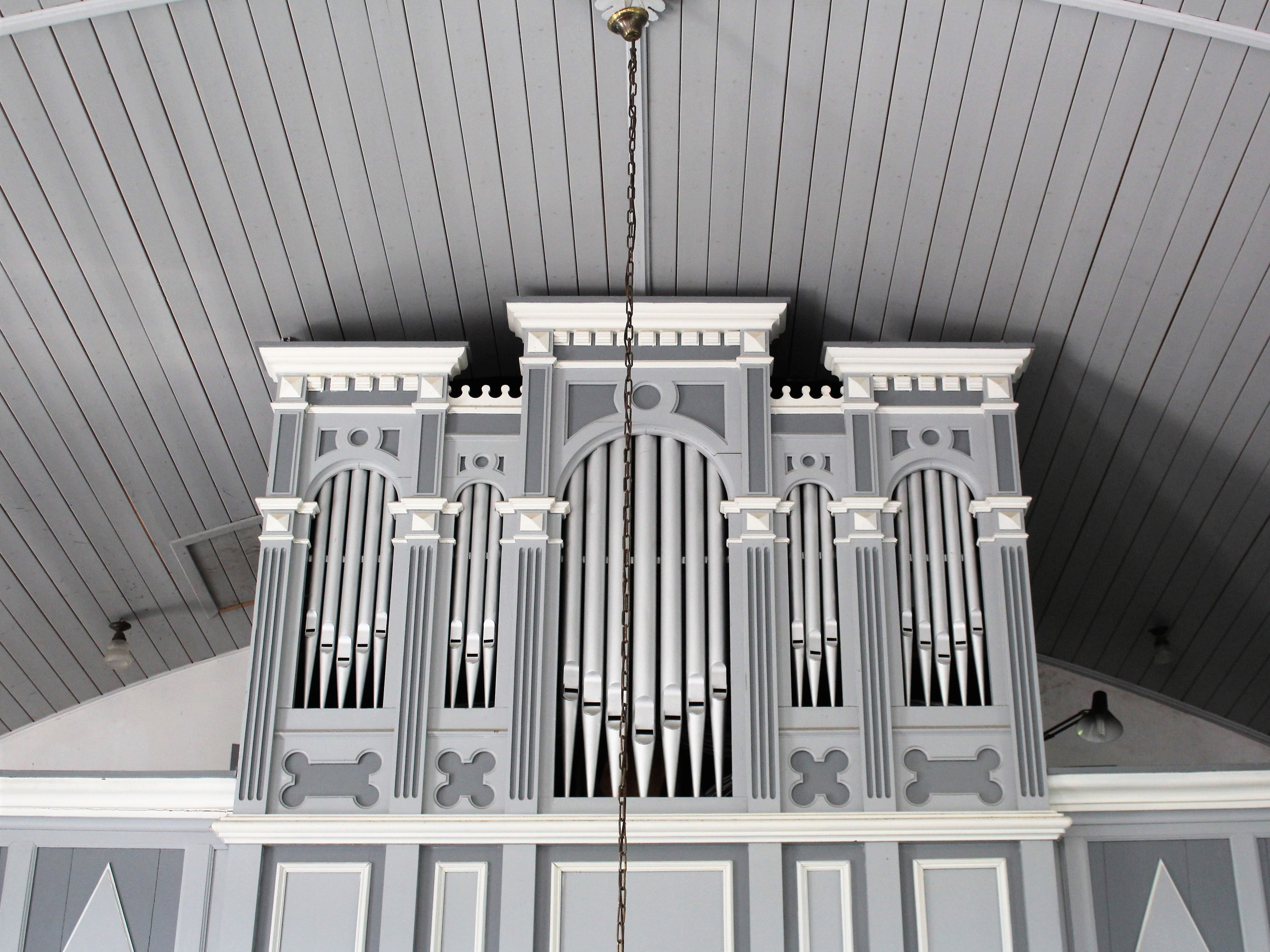
Rohlfing-Orgel von 1906

Die Orgel der Orgelbaufirma Gebr. Rohlfing aus Osnabrück steht auf der Westempore. Die Orgelbrüstung hat kassettierte Füllungen unterschiedlicher Größe. Der fünfachsige, flache Prospekt hat Rundbogenfelder zwischen Lisenen. Das pneumatische Instrument aus dem Jahr 1906 verfügt über neun klingende Register auf zwei Manualen und Pedal und ist vollständig erhalten.
| I Manual C–f3 |       |
| Bordun        | 16′   |
| Principal     | 8′    |
| Gamba         | 8′    |
| Octave        | 4′    |
| Quinte        | 2 ⁄3′ |
| Octave        | 2′    |

| II Manual C–f3   |    |
| Lieblich Gedackt | 8′ |
| Salicional       | 8′ |
| Flöte            | 4′ |

| Pedal C–d1              |     |
| Subbass (aus I. Manual) | 16′ |

- Koppeln: II/I, I/P, II/P, Superoktavkoppel I/I